# Shirak Avia
ООО «Ширак Авиа» ( арм. Շիրակ Ավիա ՍՊԸ   ) — армянский перевозчик, базирующийся в международном аэропорту Звартноц в Ереване, Армения.

## История
ООО «ШИРАК АВИА» была зарегистрирована в Республике Армения в 2019 году. В том же году она приобрела самолет Boeing 737-500, который с декабря 2020 года сдан в аренду Armenia Airways .
В октябре 2021 года Авиакомпания ООО «ШИРАК АВИА» со стороны Комитета Гражданской Авиации Республики Армения получила сертификат на выполнение регулярных коммерческих авиаперевозок номер 04, который позволяет авиакомпании выполнить регулярные авиарейсы.
В марте 2022 года «Ширак Авиа» взяла в аренду Боинг 737-800.
20 июня 2022 авиакомпания провела первый полет в московский международный аэропорт Внуково .
Во второй половине 2022 года маршрутная сеть в России была расширена на Новосибирск, Уфу, Саратов и Ставрополь.
12 июля авиаперевозчик запустил рейсы во второй московский аэропорт — Домодедово.

## Направления
| Страна  | Город       | аэропорт                         | Заметки | ссылки |
| ------- | ----------- | -------------------------------- | ------- | ------ |
| Армения | Ереван      | Международный аэропорт Звартноц  | ХАБ     |        |
| Россия  | Москва      | Международный аэропорт Внуково   |         | [ 4 ]  |
| Россия  | Новосибирск | Новосибирский аэропорт Толмачево |         | [ 4 ]  |

## Флот
Флот Ширак Авиа состоит из следующих самолетов (по состоянию на май 2022 г.): 
| Самолет       | В сервисе | Пассажир | Пассажир | Пассажир | Заметки                                    |
| Самолет       | В сервисе | С        | Д        | Общий    | Заметки                                    |
| ------------- | --------- | -------- | -------- | -------- | ------------------------------------------ |
| Боинг 737-500 | 2         | —        | 131      | 131      | Сдан в аренду авиакомпании Armenia Airways |
| Боинг 737-800 | 1         | —        | 168      | 168      |                                            |

- Авиакомпании Армении
- Список аэропортов Армении
- Транспорт в Армении